# 230
230 (CCXXX) var ett normalår som började en fredag i den julianska kalendern.

## Händelser

### Juli
- 21 juli – Sedan Urban I har avlidit den 23 maj väljs Pontianus till påve.

### Okänt datum
- Skatterna i Romarriket ökas, för att man skall kunna bibehålla enigheten och försvaret av imperiet.
- Severus Alexander beslutar att Thessalien skall utgöra en separat provins och inte ingå i Macedonia.
- Ardashir I av Persien invaderar den romerska provinsen Mesopotamien. Kejsar Alexander ger sig av österut, för att bekämpa perserna.
- Castinus efterträder Ciriacus I som patriark av Konstantinopel.
- Sjuttio biskopar håller ett koncilium för den kristna kyrkan i Afrika.
- Bygget av Amfiteatern i El Jem inleds.

## Födda
- Zenobia, drottning av Palmyra
- Carus, romersk kejsare 282–283 (född omkring detta år eller 224)

## Avlidna
- 23 maj – Urban I, påve sedan 222
- Dio Cassius, romersk historiker (död omkring detta år)
- Bian, kinesisk änkekejsarinna, hustru till Cao Cao
- Naehae, kung av det koreanska kungariket Silla